# Formacja spodka

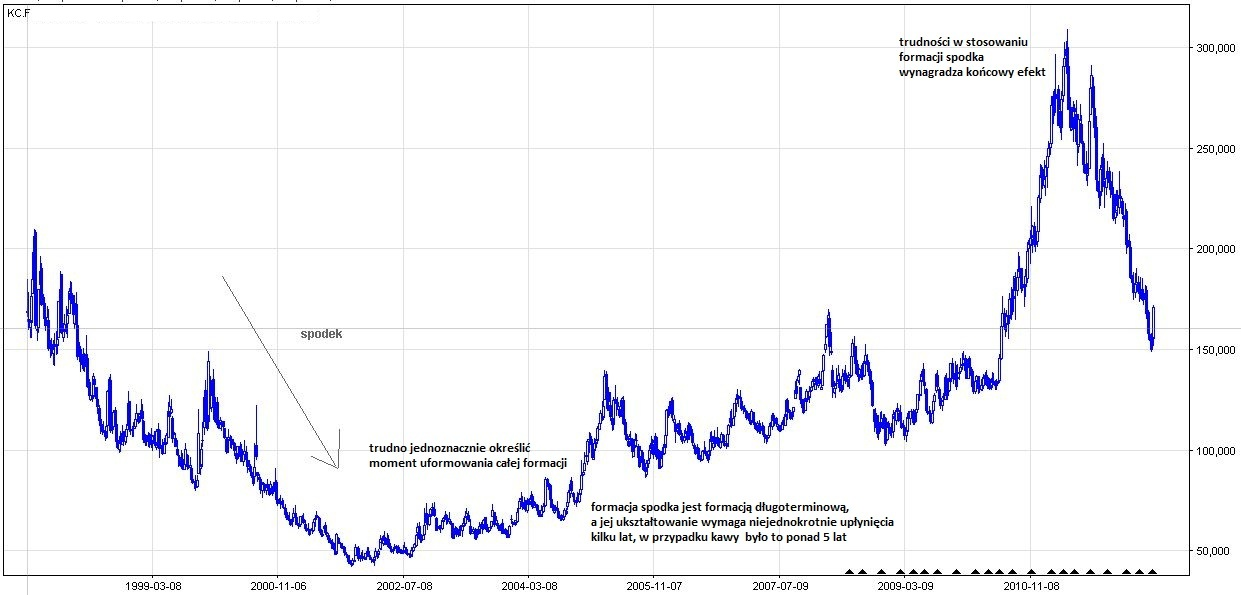
Formacja spodka

Formacja spodka – zalicza się do podstawowych formacji odwrócenia trendu spadkowego w analizie technicznej. Jej kształt odzwierciedla malejący impet trendu spadkowego, który po wytraceniu swojej dynamiki w obszarze środka formacji przekształca się w trend wzrostowy. Cechuje się relatywnie rzadką częstotliwością występowania i wysoką skutecznością. 
Jest to układ, którego potencjał zarobkowy jest duży, -  wzrosty często są hiperboliczne. Układ spodka cenowego bywa również prezentacją graficzną hiperboli na wykresie cenowym. Istnieje także formacja spodka odwróconego. 

## Potwierdzenie formacji
Wolumen powinien być zgodny z wyglądem formacji, czyli spadać wraz z kształtowaniem się pierwszej połowy i rosnąć wraz z drugą.

## Sygnał wejścia w oparciu o formację
W literaturze dotyczącej formacji brak jest jednoznacznie zdefiniowanego sygnału, który pozwoliłby zająć pozycję w oparciu o tę formację.